# Rafał Fibor
Rafał Fibor (ur. 21 marca 1959) – były polski kolarz. Należał do Tramwajarza Łódź. Największe sukcesy odnosił w latach osiemdziesiątych XX wieku.

## Sukcesy
Zwycięstwo w kryterium ulicznym XI Stomilowskiego Wyścigu Kolarskiego (Dębica 1 czerwca 1980 roku).

## Kluby
- 1980–1986: Tramwajarz Łódź